# AISA H.M.5
L' AISA HM-5 est un avion monoplace d’entrainement à la voltige aérienne espagnol apparu à la fin de la Seconde Guerre mondiale. 
Monoplan à aile basse cantilever et poste ouvert dérivé du HM-1, mais de taille sensiblement moindre avec le même moteur Elizalde Tigre G-IV-B de 150 ch. 